# علی‌آباد سفلی (زرند)
 علی‌آباد سفلی (زرند)، روستایی از توابع بخش یزدان آباد شهرستان زرند در استان کرمان ایران است.

## جمعیت
این روستا در دهستان یزدان آباد قرار دارد و براساس سرشماری مرکز آمار ایران در سال ۱۳۸۵، جمعیت آن ۱٬۳۸۷ نفر (۳۴۳خانوار) بوده‌است.